# معکوس (موسیقی)

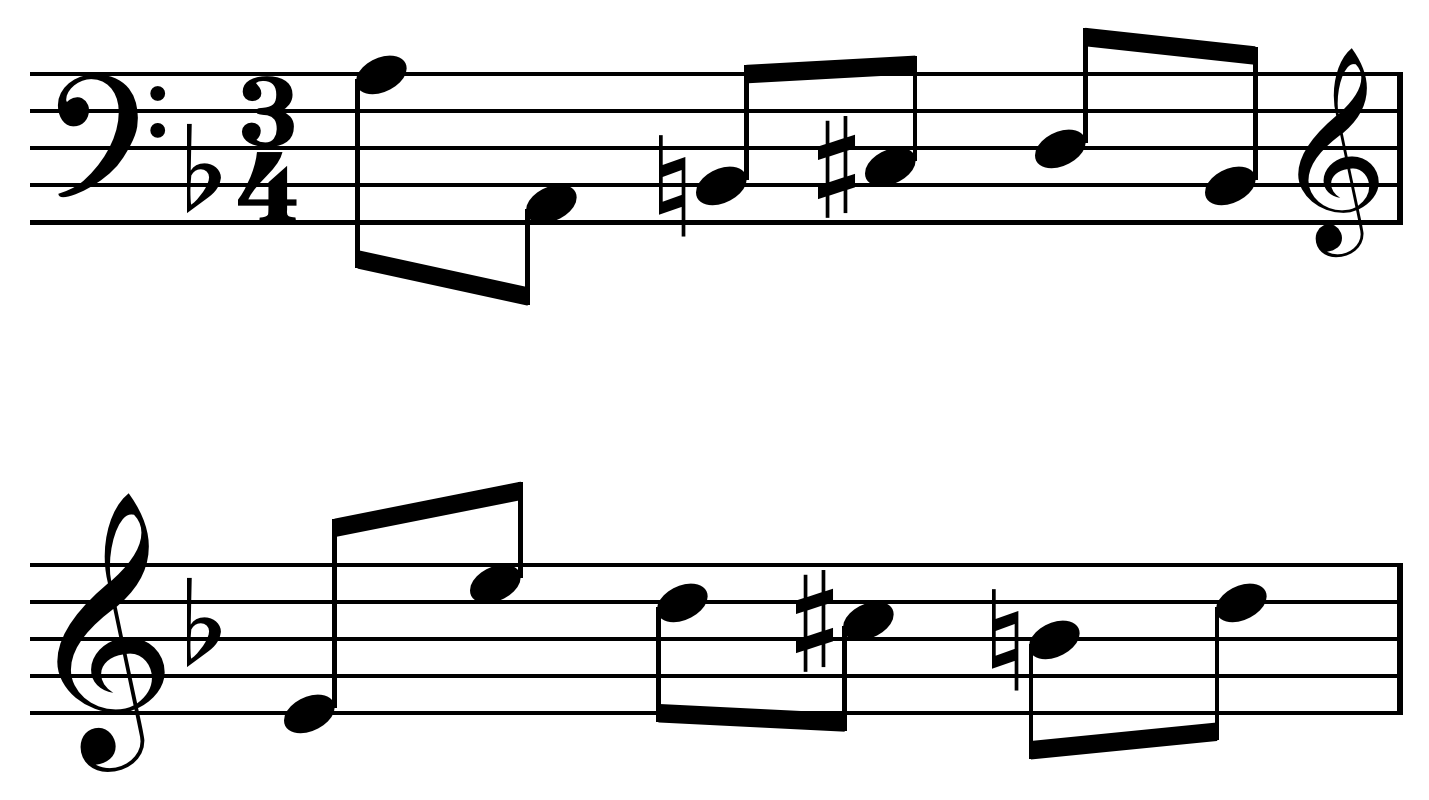
معکوس دیاتونیک از قطعه «کلاویه خوش آهنگ» اثر : باخ، در این مثال میزان اول از نت لا در «کلید فا» شروع شده و در میزان دوم در «کلید سل» از نت می شروع و در جهت معکوس ملودی اول ادامه می‌یابد.

معکوس (انگلیسی: Inversion) در تئوری موسیقی به تغییر وضعیتِ فواصل نت‌ها، آکورد و ملودی اشاره می‌کند.

## فاصله‌ها
| کیفیت فاصله معکوس | کیفیت فاصله معکوس | کیفیت فاصله معکوس |
| ----------------- | ----------------- | ----------------- |
| هم‌صدا             | ↔                 | اکتاو             |
| دوم               | ↔                 | هفتم              |
| سوم               | ↔                 | ششم               |
| چهارم             | ↔                 | پنجم              |

| کیفیت فاصله معکوس | کیفیت فاصله معکوس | کیفیت فاصله معکوس |
| ----------------- | ----------------- | ----------------- |
| درست              | ↔                 | درست              |
| ماژور             | ↔                 | مینور             |
| افزوده            | ↔                 | کاسته             |

جابجایی دو نت موسیقی غیر هم‌نام را معکوس آن فاصله می‌نامند. مثلاً اگر نت «دو» در پایه و نت «می» در بالای آن قرار گرفته باشد «فاصلۀ سوم» تشکیل می‌شود و در صورتی که نتِ پایه «می» و نتِ «دو» بالای آن باشد، «فاصلۀ ششم» شکل می‌گیرد و این دو فاصله، معکوس یکدیگرند. 
در تئوری موسیقی در هر فاصلۀ بین دو نت، یک نام معکوس وجود دارد و کیفیت آن‌ها بدین شرح است :
- هر فاصلۀ «درست»، معکوس آن هم «درست» است.
- هر فاصلۀ «بزرگ» (ماژور) معکوس یک فاصلۀ «کوچک» (مینور) است.
- هر فاصلۀ «افزوده» معکوسِ یک فاصلۀ «کاسته» است.

هر گاه یک نت در فاصلۀ اکتاو قرار گیرد، «فاصله مکمل» به دست می‌آید.
نام‌گذاری معکوسِ فواصل عبارتند از:

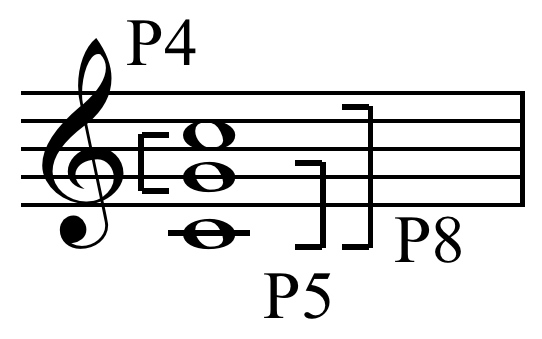
مثال : نت «سل» مکمل فاصلهٔ چهارم و پنجم درست در یک اکتاو است

- فاصلۀ «یکم» معکوسِ فاصله «اکتاو» است. (۹=۸+۱)
- فاصلۀ «دوم» معکوسِ فاصله «هفتم»  است. (۹=۷+۲)
- فاصلۀ «سوم» معکوسِ فاصله «ششم» است. (۹=۶+۳)
- فاصلۀ «چهارم» معکوسِ فاصله «پنجم» است. (۹=۵+۴)

## آکوردها
معکوس در آکوردها، رابطۀ بین آن‌ها با بخش باس را تعیین می‌کند. یک آکورد در سه وضعیتِ: پایگی، معکوس اول و معکوس دوم قرار می‌گیرد. به همین ترتیب یک نت هم در سه وضعیت قرار گرفته و «نقش» آن در وضعیت تغییریافتۀ آکورد متفاوت است. 
مثال‌ها  از نقشِ یک آکورد و یک نت در سه وضعیت مختلف :

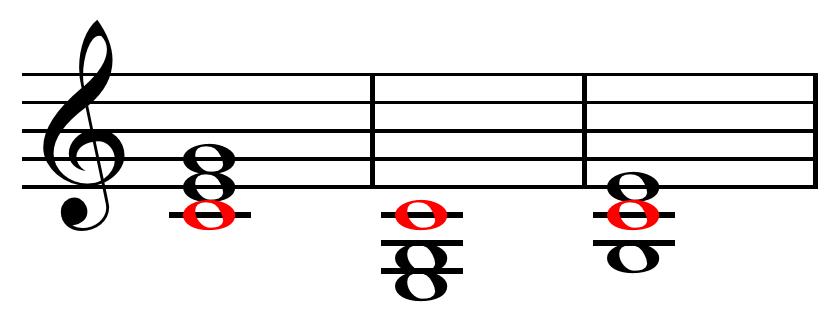
آکورد دو ماژور در سه وضعیت : پایگی، معکوس اول و دوم.

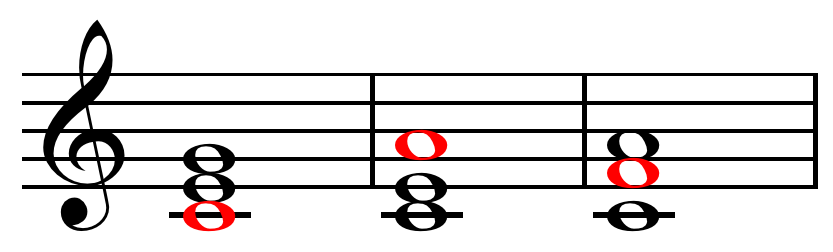
نت «دو» در موقعیت سه آکورد. در این مثال نت دو ابتدا در نقش «پایه آکورد» (دو ماژور)، میزان دوم در نقش «سوم آکورد» (لا مینور) و در میزان سوم در نقش «پنجم آکورد» (فا ماژور) ظاهر می‌شود.

## کنترپوان
در کنترپوان معکوس، جابجایی دو ملودی که همزمان اجرا می‌شوند و با همان فاصله‌ها در بخش پایینی یا بالایی صدا، تکرار و جابجا می‌شوند. 
در این مثال دو ملودی به صورت کنترپوان حرکت می‌کنند و در تکرار، بخش بالا به پایین منتقل شده و در «کلید فا» اجرا می‌شود.

## ملودی
معکوسِ ملودی عبارت است از یک ملودی داده شده که در تکرار، با رعایتِ دقیق فاصله‌ها ولی به صورت معکوس، وارونه و معکوس وارونه وارد می‌شود. در معکوسِ ملودی می‌توان از فاصلۀ هم‌صدا، سوم و یا بیشتر شروع کرد. به همین ترتیب در روشِ «موسیقی دوازده‌نغمه‌ای» نیز از یک سری ردیف داده شده به ترتیب در انواع معکوس‌ها استفاده می‌شود.

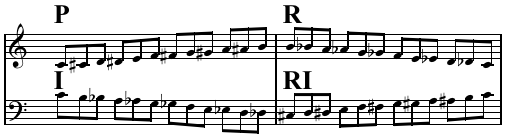
معکوس کروماتیک به بالا و پایین با رعایت دقیق فاصله‌های نیم پرده‌ای با نت بالایی درحرکت افقی. این معکوس‌ها با نت همصدا شروع و خاتمه می‌یابد.